# Vollsjö landskommun
Vollsjö landskommun var en tidigare kommun i dåvarande Malmöhus län.

## Administrativ historik
När 1862 års kommunalförordningar började gälla inrättades över hela landet cirka 2 400 landskommuner, de flesta bestående av en socken. Därutöver fanns 89 städer och 8 köpingar, som då blev egna kommuner.
Denna kommun bildades då i Vollsjö socken i Färs härad i Skåne. 
Vid kommunreformen 1952 bildade den storkommun genom sammanläggning med de tidigare landskommunerna Brandstad och Fränninge.
År 1974 gick hela området upp i Sjöbo kommun.
Kommunkoden 1952-1973 var 1248.

### Kyrklig tillhörighet
I kyrkligt hänseende tillhörde kommunen Vollsjö församling. Den 1 januari 1952 tillkom Brandstads församling och Fränninge församling.

## Geografi
Vollsjö landskommun omfattade den 1 januari 1952 en areal av 98,68 km², varav 98,15 km² land.

### Tätorter i kommunen 1960
I Vollsjö landskommun fanns tätorten Vollsjö, som hade 600 invånare den 1 november 1960. Tätortsgraden i kommunen var då 17,0 procent.

## Politik

### Mandatfördelning i valen 1938-1970
| 9 | 4 | 5 | 2 |

| 19 |

| 8 | 6 | 6 |

| 19 |

| 7 | 8 | 5 |

| 19 |

| 10 | 15 | 10 |

| 33 |

| 9 | 12 | 9 | 5 |

| 32 |

| 7 | 17 | 6 | 5 |

| 31 |

| 8 | 16 | 6 | 5 |

| 30 | 5 |

| 8 | 16 | 6 | 5 |

| 28 | 7 |

| 7 | 19 | 5 | 4 |

| 27 | 8 |